# ケビン・カーター
ケビン・カーター（Kevin Carter、1960年9月13日 - 1994年7月27日）は、南アフリカ共和国の報道写真家。ピューリッツァー賞受賞後に自殺した。

## 概要
1994年、ハゲワシが餓死寸前の少女を狙っている『ハゲワシと少女』(The Vulture and the Little Girl)という写真でピューリッツァー賞を受賞。写真はスーダンの飢餓を訴えたものだったが、1993年3月26日付のニューヨーク・タイムズに掲載されると同紙には絶賛と共に多くの批判が寄せられた。そのほとんどは「なぜ少女を助けなかったのか」というものであり、やがてタイム誌などを中心に「報道か人命か」というメディアの姿勢を問う論争に発展した。
授賞式から約2か月後、カーターはヨハネスブルグ郊外に停めた車の中に排気ガスを引きこみ自殺。彼はマンドラクスを常用する薬物依存症であっただけでなく、20代の頃に躁鬱病を患っており2度も自殺未遂を起こすなど精神的に不安定な側面があった。また、死の数年前から衝撃的な写真を撮ることと、そうした写真ばかりが喜ばれることに疑問を抱いていた。

## 経歴
南アフリカ共和国のヨハネスブルグの白人居住区で、イギリスから移民してきた中流家庭の両親のもとに生まれた。幼いころ、同区に入り込んだ黒人が警察によって逮捕されるのをしばしば目にして育ち、隣人愛や人類愛を説くクリスチャンで「リベラル」であるはずの両親の世代がアパルトヘイトを許容していることに疑問を持ち始めた。両親と衝突も多く、親しい友人には、不幸な子供時代だったと話していた。
1976年にプレトリアにあるカトリック教会系の寄宿高校を卒業したのち、薬剤師を目指したが挫折し、南アフリカ防衛軍に入る。軍の食堂で黒人ウエイターを擁護した際に同僚から殴られたのを機に1980年に軍を離れ、ラジオのディスクジョッキーとして再スタートをしようと試みたが、挫折。鬱状態になり、大量の睡眠薬や鎮痛剤などを飲んで自殺を図ったが、一命を取り留める。
軍に戻った1983年の5月20日、任務に就いていたプレトリアの軍施設前で車が爆発する事件が起こり、被害者の救助を手伝った。反アパルトヘイトを訴えるアフリカ民族会議による爆破事件であることがわかり、これをきっかけに歴史を記録するフォトジャーナリストへの転身を志す。写真用品店で働きながら、週末のみ『ヨハネスブルグ・サンデー・エクスプレス』紙のスポーツ・カメラマンを務め、まもなくいくつかの新聞で働くようになった。取材中に知り合った女性カメラマンとの間に娘ができたが、女性はカーターからの求婚を断り、娘を連れて去っていった。1990年には反アパルトヘイト系新聞の『ウィークリー・メール』の主任報道写真家として働いた。また、ネルソン・マンデラ支持派とズールー民族を中心とした勢力との激しい民族闘争を伝えた。またカーターはグレッグ・マリノビッチ、ケン・オーステルブルーク、ジョアン・シルバとチームを組んだ。地元紙の記者は彼らを「バンバン・クラブ」と呼んだ。危険にさらされるストレスや恐怖から逃れるために、彼らフォトジャーナリストたちは常習的にマリファナを吸っており、次第に「ホワイト・パイプ」（マリファナと非合法ドラッグを混ぜたもの）にも手を出すようになった。バン・バン・クラブのひとりであるグレッグ・マリノビッチは1991年に、インカタ自由党のスパイとされる男をアフリカ民族会議（ANC）派の支援者が殺害する場面をとらえた写真でピューリッツァー賞を受賞した。
1993年2月、カーターは所属していたウィークリー・メールから休暇をもらい、シルバと一緒にスーダン入りし、のちにピューリッツァー賞を受賞する「ハゲワシと少女」を撮影。ニューヨーク・タイムズ紙がこの写真をセンセーショナルに取り上げ、世界中に配信され注目されたことで、カーターはウィークリー・メイルを辞めて念願のフリーランスとなり、ロイターの契約カメラマンになった。1994年5月にはアメリカでのピューリッツァー賞の授賞式に出席し、ヨハネスブルクの両親に「早くトロフィーを見せたい」と喜びの手紙を書いた。ニューヨークではファンに囲まれ、雑誌社からはインタビューが殺到し、有名な写真エージェンシーであるシグマとも契約できた。
受賞による賞賛と批判の両方が渦巻く中、バンバン・クラブの仲間であるオーステルブルークが取材中に殉職し、マリノビッチが重傷を負ったことで激しく落ち込み、ドラッグの量が増えていった。さらに、取材の飛行機に乗り遅れる、帰りの機中にフィルムを忘れるといった失態が続き、クライアントを失望させた。授賞式からわずか2か月後の1994年7月28日、車の中でガス自殺を遂げる。遺書には、鬱と金に悩んでいたこと、取材で見聞きした悲惨な光景に苦しんでいたことなどが書かれていた。

## ハゲワシと少女
1993年2月、カーターは所属していたウィークリー・メールから休暇をもらい、シルバと一緒にスーダン入りした。この写真が撮影された政治的背景として、1983年から続く内戦と干ばつのためにスーダンで子供たちを中心に深刻な飢餓が起こっていたということがある。
カーターが訪れた食料配給所があるアヨドという村では、飢えや伝染病で1日に10人から15人の子供たちが死んでいた。やりきれなさからその村から離れようとして村を出たところで、ハゲワシがうずくまった少女を狙うという場面に遭遇したのである。現場にいたカーターの友人でありフォトジャーナリストのジョアン・シルバの証言などによると、写真の構図は母親が食糧を手に入れようと子どもを地面に置いた短い時間にできたものであったという。カーターは写真を撮った後、ハゲワシを追い払い、少女は立ち上がり、国際連合の食糧配給センターの方へよろよろと歩きだした。それを見た後は、すさんだ気持ちになり、木陰まで行って泣き始め、タバコをふかし、しばらく泣き続けた姿が目撃されている。
この写真が、ニューヨーク・タイムズ紙に1993年3月26日付けで掲載されると強い批判がニューヨーク・タイムズ紙に寄せられた。大部分が写真を撮る以前に少女を助けるべきではないかという人道上からのものであった。この写真は「報道か人命か」という問題として、その後何度かメディアで取り上げられ、論争に発展した。
当時、カーターの近くで同じ場面を撮影していた別のカメラマン2人に藤原章生が取材した話では、ハゲワシは食糧配給センターのすぐそばにある汚物置き場に集まっており、とくに子供を狙っていたわけでなかったと証言している。

## 映画
- The Death of Kevin Carter: Casualty of the Bang Bang Club』（2004年） - ドキュメンタリー映画
- バンバン・クラブ -真実の戦場-（2010年）